# Live at Wembley July 16, 1988
Live at Wembley July 16, 1988 é um concerto ao vivo do cantor Americano Michael Jackson, lançado em 18 de setembro de 2012. O DVD foi incluído na reedição "Bad 25", bem como um DVD autônomo. Esta é a terceira turnê de Jackson a ser lançada em um DVD (os dois primeiros são os Concertos da primeira etapa do DVD "Live in Bucharest: The Dangerous Tour" e o VHS " HIStory World Tour: Live in Seoul". A gravação é uma performance da turnê Bad World Tour, com músicas do álbum "Bad". O video musical para a música "Another Part of Me" apresenta imagens de outros concertos em Wembley, bem como em Paris.
Este concerto em particular ocorreu em 16 de julho de 1988, no Wembley Stadium em Wembley, em Londres, para uma multidão cheia de 72 mil, que incluiu Diana, Princesa de Gales e Carlos, Príncipe de Gales. Jackson originalmente removeu "Dirty Diana" do Concerto preocupado em ofender a princesa Diana ou a família real. No entanto, a princesa informou a Jackson que era sua música favorita. Em uma entrevista, Jackson declarou que foi incapaz de colocar a música no set, o que levou alguns fãs a acreditar que "Dirty Diana" não foi realizada em 16 de julho. No entanto, fragmentos de áudio vazados provam que a música foi novamente adicionada ao setlist.
Além do concerto completo de 16 de julho, o DVD também inclui "The Way You Make Me Feel", do primeiro show em Wembley, 14 de julho (a música não foi realizada em 16 de julho devido a um início tardio do show) e "I Just Can't Stop Loving You", e "Bad", realizado em 26 de setembro de 1987, em Yokohama, Japão. O pacote Bad 25 deluxe também contém um CD do áudio do show de 16 de julho, além de áudio editado com até 80 minutos das 2 horas originais.

## Controvérsias de Áudio / Vídeo
De acordo com a declaração oficial de Bad 25 divulgada pelo Espólio de Michael Jackson, o vídeo é proveniente de uma cópia pessoal de Jackson do VHS, a única cópia conhecida existente. O áudio, no entanto, foi obtido por uma gravação multipista de alta qualidade, cujos fragmentos vazaram on-line em meados de 2011 para recepção positiva dos fãs. Parte disso é do show anterior em 15 de julho. Os shows de 15 e 16 de julho são as únicas gravações de áudio multipista conhecidas da Bad World Tour.
Alguns fãs se preocuparam com a qualidade do vídeo do DVD, depois que uma parte do concerto de Jackson de "Bad" do DVD foi exibida na ITV. Em 31 de maio de 2012, co-chefes da propriedade de Jackson, John McClain e John Branca, publicaram uma declaração oficial sobre as preocupações de qualidade. Foi revelado que, devido ao mau armazenamento e ao possível descuido, dezenas de maestros de desempenho U-matic (incluindo os de Wembley) não poderiam estar localizados, confirmando que a cópia VHS de Jackson é a única cópia conhecida do concerto.
McClain e Branca também revelaram que vários mestres U-matic de outras performances da turnê existiam, mas eram inutilizáveis. Uma das poucas gravações mestre utilizáveis que o Espólio possui da Bad World Tour foi a performance em Yokohama, Japão, em 1987. No entanto, o Espólio optou por não liberar isso, pois eles consideraram que não é mais do que uma versão modificada do Victory Tour com três músicas extras. Este concerto também foi exibido na televisão japonesa e existem DVDs bootleg de boa qualidade. Como resultado, o Espólio afirmou que um laboratório de aprimoramento de vídeo foi contratado para restaurar a cópia VHS de Wembley.

## Recepção da crítica
A recepção da crítica do concerto em si tem sido positiva. Chaz Lipp descreveu o show como "simplesmente incrível do começo ao fim". Ainda houve uma reação mista entre alguns fãs em relação à qualidade do vídeo. Alguns achavam que os elementos de vídeo U-matic originais deveriam ter sido localizados antes do Lançamento ser autorizado.
Randall Roberts, do Los Angeles Times criticou o mix de áudio. "É um sólido, se finamente gravado, documento que não tem suporte sônico. A seção de ritmo soa a uma milha de distância, e não tem o pop de um show bem gravado ".
Michael Jones, do Blog Critics, disse: "Essas duas gravações apenas exalam energia pura e, enquanto observo, estou impressionado com a facilidade com que este pequeno homem parece ter feito passar mais de duas horas cantando e dançando seu coração absoluto para milhares de adoradores fãs. (Eu me canso apenas de sincronizar os lábios e tentar fazer o movimento ocasional com apenas meus braços, enquanto observo.) " O Segundo Disco teve uma revisão brilhante do DVD de Wembley dizendo: "A qualidade da imagem é claramente a de um videocassete, mas não prejudica uma performance impressionante, e o trabalho da câmera geralmente é forte com ângulos bem escolhidos. Dentro de momentos de abertura com "Wanna Be Startin 'Somethin'," Jackson está posando, girando, girando, chutando, pisoteando e deslizando com uma linda trilha de pé que chicoteia o público em um estado frenético. Ele é gracioso e carregado sexualmente, e ele é a produção. Enquanto o cantor parece estar sincronizado para um punhado das músicas, Seu desempenho é, em grande parte, esmagador e freqüentemente brincalhão. O show, muito bem seguido, mostra Jackson como uma presença totalmente confortável, sorrindo e tomando o palco com facilidade. Há muito pouco como ele prefere se concentrar em seus movimentos coreográficos angulares, Movimentos de coreografia de Bob Fosse-in-the-future e hinos imparáveis. No momento em que ele pega sua famosa luva e se lança para aquele impressionante passeio de Moonwalk em "Billie Jean", parece que Jackson não pode dar mais nada. Mas ele faz, dançando com uma linha de coro de crianças no "Bad" fechando e literalmente caindo no chão para o bis de "Man in the Mirror". "
Evan Sawdey, da PopMatters, deu uma análise positiva do DVD, dando-lhe um 7 de 10 dizendo: 'Aqui, Jackson está no auge de seus poderes, absolutamente cheio de energia. Pausas de dança estendidas são adicionadas às músicas, o quarteto de dançarinos de apoio dele é extremamente preciso, e sim, Anos 80, Sheryl Crow vem com o dueto com ele em "I Just Can't Stop Loving You ... No entanto, o show é extraordinariamente divertido e relativamente rápido. Há várias mudanças de Trajes ao longo, com Jackson vestindo qualquer jaqueta é apropriada para a música que ele está cantando (um casaco letterman para "Thriller", um casaco branco e fedora para "Smooth Criminal", esse couro preto assinado para "Bad"). No começo, ele e seus dançarinos não podiam ficar mais apertados. Eles exalam energia e, talvez, o que é mais notável é como Jackson ainda pode cantar / manter notas enquanto faz seus numerosos movimentos precisos por laser. Quando ele começa o Moonwalk durante "Billie Jean" (e não haja nenhum erro: isso é tão espetacular e suave quanto ele já executou o movimento), a multidão já nozes simplesmente entra em excesso'.
Chaz Lipp, do The Morton Report, falou sobre o desempenho de Jackson: 'Talvez a melhor parte do Bad 25 seja o show completo gravado ao vivo no London Wembley Stadium, 16 de julho de 1988. Este é simplesmente o principal Michael Jackson. Ele está com uma voz fantástica, sempre no controle de seu instrumento - mesmo durante os momentos mais delicados, como "She's Out of My Life." Eu listaria alguns destaques, mas com o risco de soar hiperbólico, tudo funciona como um destaque. Este concerto é relativamente despojado visualmente, tornando-o um contraste perfeito com o Live in Bucharest: The Dangerous Tour DVD mais elaborado. A dança de Jackson é tão fascinante quanto sempre, em exibição completa durante músicas como "Smooth Criminal" e, claro, "Billie Jean"'.

## Faixas
| N.º | Título                                                 | Duração |  |
| 1.  | "Wanna Be Startin' Somethin'"                          | 6:32    |  |
| 2.  | "This Place Hotel"                                     | 4:43    |  |
| 3.  | "Another Part of Me"                                   | 4:24    |  |
| 4.  | "I Just Can't Stop Loving You" (Dueto com Sheryl Crow) | 4:55    |  |
| 5.  | "She's Out of My Life"                                 | 3:53    |  |
| 6.  | "I Want You Back/The Love You Save/I'll Be There"      | 7:17    |  |
| 7.  | "Rock with You"                                        | 4:23    |  |
| 8.  | "Human Nature"                                         | 5:12    |  |
| 9.  | "Smooth Criminal"                                      | 6:24    |  |
| 10. | "Dirty Diana"                                          | 6:24    |  |
| 11. | "Thriller"                                             | 5:29    |  |
| 12. | "Bad Groove (The Band Jam Section)"                    | 13:55   |  |
| 13. | "Workin' Day and Night"                                | 7:59    |  |
| 14. | "Beat It"                                              | 6:45    |  |
| 15. | "Billie Jean"                                          | 8:36    |  |
| 16. | "Bad"                                                  | 10:06   |  |
| 17. | "Man in the Mirror"                                    | 9:24    |  |

## Pessoal
| Artistas - Michael Jackson – vocal principal, Dançarino e Coreógrafo - LaVelle Smith – Dançarino - Evaldo Garcia – Dançarino - Randy Allaire – Dançarino - Dominic Lucero – Dançarino | Musicos - Greg Phillinganes –Teclados, Sintentizadores, diretor musical - Rory Kaplan – Teclado, Sintentizadores - Christopher Currell – Synclavier, Sintetizador de Guitarra, efeitos de som - Ricky Lawson – Percussão - Jennifer Batten – Guitarra Principal, Guitarra rítmica - Jon Clark – Guitarra Principal e Guitarra rítmica - Don Boyette – Baixo, Sintetizador - Darryl Phinnessee – Backing Vocals - Dorian Holley – Backing Vocals - Sheryl Crow – Backing Vocals - Kevin Dorsey – Diretor de Vocal, Backing Vocals |